# Kiku
Kiku, também conhecido por seu seu nome técnico ETS (acrônimo de Engineering Test Satellites), é uma série de satélites japonês que são dedicados para testar novas tecnologias espaciais, o primeiro foi lançada em 1975.

## Frota de satélites
| Satélite | Fabricante                  | Data do lançamento      | Veículo de lançamento | Estado        | Nota                           |
| -------- | --------------------------- | ----------------------- | --------------------- | ------------- | ------------------------------ |
| Kiku-1   |                             | 9 de setembro de 1975   | N-I                   | Inativo       | Também conhecido por ETS-I.    |
| Kiku-2   | Mitsubishi Electric (MELCO) | 23 de fevereiro de 1977 | N-I                   | Inativo       | Também conhecido por ETS-II.   |
| Kiku-3   | Mitsubishi Electric (MELCO) | 11 de fevereiro de 1981 | N-II                  | Inativo       | Também conhecido por ETS-IV.   |
| Kiku-4   |                             | 3 de setembro de 1982   | N-I                   | Inativo       | Também conhecido por ETS-III.  |
| Kiku-5   | Mitsubishi Electric (MELCO) | 27 de agosto de 1987    | H-I                   | Inativo       | Também conhecido por ETS-V.    |
| Kiku-6   |                             | 28 de agosto de 1994    | H-II                  | Falha parcial | Também conhecido por ETS-VI.   |
| Kiku-7   |                             | 28 de Novembro de 1997  | H-II                  | Inativo       | Também conhecido por ETS-VII.  |
| Kiku-8   | Mitsubishi Electric (MELCO) | 18 de dezembro de 2006  | H-IIA                 | Ativo         | Também conhecido por ETS-VIII. |